# Salak (Cameroun)
Pour les articles homonymes, voir Salak (homonymie).
Salak est une localité du Cameroun située dans l'arrondissement de Maroua I, le département du Diamaré et la région de l’Extrême-Nord.

## Géographie
Salak se trouve à 20,5 km au sud de Maroua par la route, près de la rivière Mayo Boula (bassin du lac Tchad). Ses coordonnées approximatives sont 10°28'N 14°15'E.

## Population
Le canton de Salak comptait 9 897 habitants en 2020 selon le portail administratif villages.cm.

## Infrastructures
- Aéroport international de Maroua-Salak (code IATA : MVR) : plateforme aérienne stratégique située à 424 m d'altitude[2], reliée à Douala et Yaoundé via Camair-Co[4].
- Base militaire du bataillon d'intervention rapide: unité d'élite des forces camerounaises[5].
- Site archéologique: vestiges de l'Âge du Fer (VIe-XVIIe siècles) étudiés par l'IRD[6].